# EastEnders
EastEnders est un soap opera britannique créé par Julia Smith et Tony Holland et diffusé depuis le 19 février 1985 sur BBC One.
Il est a ce jour le troisième feuilleton britannique télévisé le plus ancien encore en production après Coronation Street et Emmerdale.
Ce feuilleton est, à ce jour, inédit dans les pays francophones.
Le vendredi 19 février 2010 a marqué les 25 ans du feuilleton à la télévision et à cette occasion, a été tourné et diffusé en direct un épisode révélant le meurtrier d'Archie Mitchell. La semaine fêtant ses 25 ans a également vu le retour à Albert Square des membres de la famille Jackson pour le remariage de Bianca Jackson et Ricky Butcher. Les audiences cumulées de l'épisode en direct ont rassemblé un total de 18,8 millions de téléspectateurs.

## Synopsis
La série raconte la vie de quelques habitants du quartier fictif de Walford, situé à l'Est de Londres. Les scènes se passent le plus souvent sur une grand-place appelée Albert Square, mais les autres lieux notables du quartier sont entre autres : le pub The Queen Victoria surnommé The (Queen) Vic sous la direction de Linda Carter et des Knight ; la friterie Beale's Plaice, Kathy's surnommé The Caff et le bar gay The Prince Albert que possèdent la famille Beale ; le marché dans lequel certains protagonistes tiennent leur stand ; la concession automobile Square Dealz gérée par Jay Brown tout comme le funérarium Coker & Mitchell ; le garage Mitchell’s Autos surnommé The Arches que dirige Phil Mitchell, le bar à vin Harry’s Barn supervisé par Nicola Mitchell ; la supérette Minute Mart possédée par Suki Panesar, tout comme le restaurant Walford East en collaboration avec Ravi Gulati. Il y a également le commissariat de police, le monument aux morts des Première et Seconde Guerres Mondiales, l'école primaire, le collège, le lycée, l'hôpital général, la station de métro… La zone postale est E20, elle aussi initialement fictive, jusqu'en 2012.
EastEnders est avant tout construit autour de l'idée de clans familiaux où chaque personnage a sa place dans la communauté. La famille principale à l'origine était celle des Beale et Fowler, et regroupe Pauline Fowler, son mari Arthur ainsi que leurs enfants adolescents Mark et Michelle. Ils ont comme voisins le frère jumeau de Pauline, Pete Beale, sa femme Kathy et leur fils Ian. La mère de Pauline et de Pete, Lou, habite avec sa fille.
Au cours des années, de nombreuses familles sont venues vivre à Albert Square mais toutes n'y sont pas forcément restées : à l'heure actuelle, seuls les Beale, les Watts, les Mitchell, les Branning, les Trueman, les Slater, les Moon, les Carter, les Fox, les Panesar-Unwin, les Danes, les Gulati, les Knight et les Nandra-Hart y vivent, avec quelques personnages sans réels liens familiaux.

## Distribution actuelle
- Gillian Taylforth : Kathy Beale (1985-2000, 2015-)
- Letitia Dean : Sharon Watts (1985-1995, 2001-2006, 2012-)
- Adam Woodyatt : Ian Beale (1985-)
- Alice Haig : Vicki Fowler (1986-1995, 2003-2004, 2025-)
- Michelle Collins : Cindy Beale (1988-1990, 1992-1998, 2023-)
- Steve McFadden : Phil Mitchell (1990-2003, 2005-)
- Paul Bradley : Nigel Bates (1992-1998, 2024-)
- Thomas Law : Peter Beale (1993-2010, 2013-2015, 2020-)
- Karen Henthorn : Julie Haye (1997–1998, 2025–)
- Perry Fenwick : Billy Mitchell (1998-)
- Jessie Wallace : Kat Slater (2000-2005, 2010-2016, 2018-)
- Michelle Ryan : Zoe Slater (2000-2005, 2025-)
- Laila Morse : Mo Harris (2000–2016, 2018–2022, 2024-)
- Rudolph Walker : Patrick Trueman (2001-)
- Shane Richie : Alfie Moon (2002–2005, 2010–2016, 2018–2019, 2022–)
- Angela Wynter : Yolande Trueman (2003–2008, 2017, 2023–)
- Lacey Turner : Stacey Slater (2004-2010, 2014-2025)
- Bobby Brazier : Freddie Slater (2004–2006, 2022–2025)
- Gillian Wright : Jean Slater (2004-)
- Emma Barton : Honey Mitchell (2005-2008, 2014-)
- Zaraah Abrahams : Chelsea Fox (2006-2010, 2020-)
- Diane Parish : Denise Fox (2006-)
- Jacqueline Jossa : Lauren Branning (2006-2018, 2022-)
- Grace : Janet Mitchell (2006-2011, 2014-)
- Jamie Borthwick : Jay Brown (2006-)
- Scott Maslen : Jack Branning (2007-2013, 2015-)
- Freddie Phillips : Will Mitchell (2007-2012, 2014-)
- Pierre Moullier : Oscar Branning (2007–2015, 2017, 2025-)
- Kitty Castledine : Penny Branning (2008, 2024-)
- Ellie Dadd : Amy Mitchell (2008-)
- Tameka Empson : Kim Fox (2009-)
- Kellie Bright : Linda Carter (2013-)
- Charlie Suff : Johnny Carter (2013-2014, 2016-2018, 2024-)
- Harriet Thorpe : Elaine Peacock (2014-2017, 2023-)
- Tony Clay : Callum Highway (2018-)
- Shiv Jalota : Vinny Panesar (2019-)
- Balvinder Sopal : Suki Panesar-Unwin (2020-)
- James Farrar : Zack Hudson (2021-)
- Ross Boatman : Harvey Monroe (2021-)
- Delroy Atkinson : Howie Danes (2021-)
- Heather Peace : Eve Panesar-Unwin (2021-)
- Aaron Thiara : Ravi Gulati (2022-)
- Jaden Ladega : Denzel Danes (2022-)
- Juhaim Rasul Choudhury : Davinder « Nugget » Gulati (2022-)
- Colin Salmon : George Knight (2023-)
- Molly Rainford : Anna Knight (2023-)
- Francesca Henry : Gina Knight (2023-)
- Sophie Khan Levy : Priya Nandra-Hart (2023-)
- Aaliyah James : Avani Nandra-Hart (2023-)
- Micah Balfour : Junior Knight (2024-)
- Roland Manookian : Teddy Mitchell (2024-)
- Elijah Holloway : Harry Mitchell (2024-)
- Lewis Bridgeman : Barney Mitchell (2024-)
- Dayo Koleosho : Kojo Asare (2024-)
- Laura Doddington : Nicola Mitchell (2024-)
- Alex Walkinshaw : Ross Marshall (2025-)
- Max Murray : Joel Marshall (2025-)

## Distinctions

### Récompenses
- British Academy Television Awards 1997 : meilleure série dramatique
- British Academy Television Awards 1999 : meilleur feuilleton
- British Academy Television Awards 2000 : meilleur feuilleton
- British Academy Television Awards 2002 : meilleur feuilleton
- British Academy Television Awards 2006 : meilleur feuilleton dramatique
- British Academy Television Awards 2010 : meilleur feuilleton dramatique
- British Academy Television Awards 2011 : meilleur feuilleton dramatique
- British Academy Television Awards 2013 : meilleur feuilleton dramatique
- British Academy Television Awards 2016 : meilleur feuilleton dramatique

### Nominations
- British Academy Television Awards 2001 : meilleur feuilleton
- British Academy Television Awards 2003 : meilleur feuilleton
- British Academy Television Awards 2007 : meilleur feuilleton dramatique
- British Academy Television Awards 2008 : meilleur feuilleton dramatique
- British Academy Television Awards 2009 : meilleur feuilleton dramatique et meilleure actrice pour June Brown
- British Academy Television Awards 2012 : meilleur feuilleton dramatique
- British Academy Television Awards 2014 : meilleur feuilleton dramatique
- British Academy Television Awards 2015 : meilleur feuilleton dramatique et Radio Times Audience Award
- British Academy Television Awards 2017 : meilleur feuilleton dramatique

## Crossover
Un épisode spécial de 13 minutes fut créé pour les 30 ans de la série britannique Doctor Who (créé entre l'arrêt de la première série et le commencement de la nouvelle), réunissant tous les principaux acteurs encore en vie (du 3e au 7e) Docteur ainsi que de nombreux compagnons). Cet épisode, intitulé Dimensions in Time, était également un cross-over avec EastEnders. 
L'épisode  a été diffusé en deux parties, le 26 et 27 novembre 1993. Il faisait partie des programmes en 3D diffusés alors par la BBC, et le procédé utilisé afin de rendre l'image en 3D étant obtenu grâce à des lunettes qui possédaient un verre plus foncé, les téléspectateurs ne possédant pas ces lunettes n'étaient pas pénalisés, puisque l'image restait excellente.
L'épisode est aussi considéré comme "non-canonique" pour les fans d'Eastenders, le personnage de Pauline Fowler étant censé être vivant en 2013 dans cet épisode alors qu'il a disparu en 2006. De plus, dans l'épisode de Doctor Who « L'Armée des ombres » on peut voir le Docteur regarder un épisode de The EastEnders, rendant impossible le fait pour les deux séries de se passer dans le même univers. L'épisode est également non-canonique pour les fans de Doctor Who.  John Nathan-Turner, le créateur de l'épisode, expliquera d'ailleurs plus tard que l'épisode n'a jamais été fait pour être incorporé dans la mythologie de Doctor Who et qu'il s'agit juste d'un sketch. Selon le roman Storm in a Tikka toute cette séquence, ainsi que les événements de « Search Out Space » étaient un mauvais rêve du Docteur. Cependant, en 2023, une nouvelle série dérivée de Doctor Who apparu et contredit l'hypothèse du rêve. Dans l'épisode de Tales of the TARDIS sur l'épisode The Curse of Fenric, le septième Docteur et sa compagne Ace parlent à un moment de leur dernière aventure, qui contiendrait la Rani, l'antagoniste principal de Dimensions in Time, laissant à penser que Dimensions in Time serait finalement "canonique".